# Ângelo (ur. 2004)
Ângelo Gabriel Borges Damaceno (ur. 21 grudnia 2004 w Brasílii) – brazylijski piłkarz występujący na pozycji skrzydłowego, od 2024 roku zawodnik saudyjskiego Al-Nassr.